# Парламентские выборы в Сиаме (1933)
Парламентские выборы 1933 года в Сиаме состоялись 15 ноября. Это были первые парламентские выборы в стране после революции 1932 года, которая способствовала установлению в стране конституционной монархии. Поскольку в стране в это время не было политических партий, все кандидаты выступали как независимые. В выборах приняло участие 1 773 532 избирателей (явка составила 41,5 %).